# Cool'n'Quiet
Cool'n'Quiet – technologia obniżenia zużycia energii przez procesor wprowadzona przez firmę AMD wraz z procesorami Athlon 64. Gdy użytkownik uruchamia aplikacje, które w niewielkim stopniu zużywają moc obliczeniową, wówczas zmniejsza się wartości mnożnika i napięcia pracy procesora, dzięki czemu następuje zmniejszenie poboru mocy, a więc mniejsze wydzielanie przez niego ciepła, co powoduje, że system chłodzenia może pracować ciszej.
Aby korzystać z funkcji Cool'n'Quiet należy ją włączyć w BIOS-ie płyty głównej.
Cool'n'Quiet jest w pełni obsługiwana w Linuksie i FreeBSD (za pomocą sterownika PowerNow-k8). System Windows Vista obsługuje Cool'n'Quiet tylko na płytach głównych, które obsługują ACPI w wersji 2.0 lub nowszej. We wcześniejszych wersjach systemu Windows należy zainstalować odpowiedni sterownik w systemie operacyjnym.

## Procesory obsługujące Cool'n'Quiet
- Athlon 64 – wszystkie modele
- Athlon 64 X2 – wszystkie modele
- Athlon 64 FX – FX-53 i wyższe (tylko Socket 939)
- Sempron – Socket AM2: 3000+ i wyższe; Socket 754: 3000+ i wyższe; Socket A: brak obsługi
- Opteron – wersja E i wyższe, oznaczone jako Optimized Power Management
- Mobile Athlon 64 – oznaczone jako PowerNow!
- Mobile Sempron – oznaczone jako PowerNow!
- Turion 64 – oznaczone jako PowerNow!
- Phenom – wszystkie modele obsługują Cool'n'Quiet 2.0
- Phenom II – wszystkie modele obsługują Cool'n'Quiet 3.0
- Athlon II – wszystkie modele obsługują Cool'n'Quiet 3.0
- AMD Fusion C-60